# الكف الخصيب
نجم الكف الخصيب (بالإنجليزية: Beta Cassiopeiae)‏ ويعرف أيضا باسم Caph وبأسم بيتا ذات الكرسي، ويعرف أيضا باسم الكف الخضيب نسبة لشكل المجموعة الذي يشبة الحرف W في اللغة الانجليزية حيث شبته العرب قديما بيد امرأة مخضبة بالحناء ولة اسم آخر سنام الناقة أو سنام الجمل. نجم الكف في المرتبة الخامسة والسبعين
من حيث شدة اللمعان، يقع على بعد 55 سنة ضوئية من الشمس في كوكبة ذات الكرسي
الكف نجم عملاق ابيض متغير اللمعان من متغيرات نجوم -دلتا- الدرع
القدر الظاهري مابين +2.34 و+2.28 يتغير خلال ساعتين ونصف الساعة فقط، وغلافه في تمدد لكن نواته تتقلص. وقدرة المطلق +1.16.
ويقدر عمر النجم ب 900 مليون سنة ولكنه بالتأكيد ليس أقل من 800 مليون سنة
وفرة الحديد في ال Caph هي +0.03 (107.2٪ من الشمس). ويتحرك خلال المجرة بسرعة 44.2 كم / ث نسبة إلى الشمس.

## معلومات
| اسم النجم   | الاسم الحديث     | الاسم التقليدي | اسم الكوكبة |
| ----------- | ---------------- | -------------- | ----------- |
| الكف الخصيب | Beta Cassiopeiae | Caph           | ذات الكرسي  |